# Équipe de France de rugby à XV en 1964
L'équipe de France de rugby à XV, en 1964, dispute quatre matchs lors du tournoi des Cinq Nations. Durant cette période, elle affronte les All Blacks en tournée en Europe. Elle joue également face à l'Italie, puis Springboks, les Fidji avant de terminer l'année face à la Roumanie.

## Le Tournoi des cinq Nations
voir Tournoi des cinq nations 1964 et La France dans le tournoi des cinq nations 1964

## Les test-matchs

### Les joueurs
Cette saison internationale est la dernière pour Pierre Albaladejo.

## Tableau des matchs
| Date             | Lieu        | Adversaire       | Score   | Type                     | Équipe |
| 4 janvier 1964   | Murrayfield | Écosse           | D 10-0  | Tournoi des cinq nations | Claude Lacaze - Jean Gachassin, Guy Boniface, André Boniface, Jean Dupuy - (o) Pierre Albaladejo - (m) Jean-Claude Lasserre - Michel Crauste, Jean Fabre (cap) , Jean-Joseph Rupert, Benoît Dauga, Jean Le Droff, Jacques Bayardon, Jean-Michel Cabanier, Jean-Claude Berejnoï |
| 8 février 1964   | Colombes    | Nouvelle-Zélande | D 3-12  | Test-match               | Claude Lacaze - Jean Gachassin, Jean Piqué, André Boniface, Christian Darrouy, Pierre Albaladejo, Jean-Claude Lasserre, Michel Crauste, Jean Fabre (cap) , André Herrero, Benoît Dauga, Jean Le Droff, Jacques Bayardon, Jean de Grégorio, Jean-Baptiste Amestoy - 1 Pénalité (Albaladejo) -                                                                                        |
| 22 février 1964  | Colombes    | Angleterre       | D 3-6   | Tournoi des cinq nations | Claude Lacaze - Jean Gachassin, André Boniface, Jean Piqué, Christian Darrouy - (o) Jean-Claude Hiquet - (m) Jean-Claude Lasserre - Michel Crauste, Jean Fabre (cap), André Herrero - Benoît Dauga, Jean Le Droff - Jacques Bayardon, Jean de Grégorio, Jean-Baptiste Amestoy - 1 Essai (Darrouy) -                                                                                 |
| 21 mars 1964     | Cardiff     | Galles           | N 11-11 | Tournoi des cinq nations | Paul Dedieu - Jean Gachassin, Jean Piqué, André Boniface, Christian Darrouy - (o) Pierre Albaladejo, (m) Jean-Claude Lasserre - Michel Crauste (cap) , Maurice Lira, Michel Sitjar - Benoît Dauga, André Herrero - Arnaldo Gruarin, Yves Menthillier, Jean-Claude Berejnoï - 1 Essai (Crauste) - 1 Transformation (Albaladejo) - 2 Pénalités (Albaladejo) -                         |
| 29 mars 1964     | Parme       | Italie           | V 3-12  | Test-match               | Paul Dedieu - Jean Gachassin, André Boniface, Jean Piqué, Christian Darrouy - (o) Pierre Albaladejo, (m) Jean-Claude Lasserre, Michel Crauste (cap), Maurice Lira, Michel Sitjar - Benoit Dauga, André Herrero - Arnaldo Gruarin, Yves Menthillier, Jean-Claude Berejnoï - 1 Essai (A. Boniface) - 3 Pénalités (Albaladejo) -                                                       |
| 11 avril 1964    | Colombes    | Irlande          | V 27-6  | Tournoi des cinq nations | Paul Dedieu -Jean Gachassin, Michel Arnaudet, Jean Piqué, Christian Darrouy - (o) Pierre Albaladejo, (m) Jean-Claude Lasserre - Michel Crauste (cap), Maurice Lira, Michel Sitjar - Benoît Dauga, André Herrero - Arnaldo Gruarin André Abadie, Jean-Claude Berejnoï - 6 Essais (Darrouy -2-, Arnaudet, Herrero, Lira, Crauste) -3 Transformations (Albaladejo) - 1 Drop (Dedieu) - |
| 25 juillet 1964  | Springs     | Afrique du Sud   | V 6-8   | Test-match               | Paul Dedieu - Jean Gachassin, Jean Capdouze, Jean Piqué, Christian Darrouy - (o) Pierre Albaladejo, (m) Claude Laborde - Michel Crauste (cap), André Herrero, Maurice Lira - Benoît Dauga, Walter Spanghero - Arnaldo Gruarin, Yves Menthillier, Jean-Claude Berejnoï - 1 Essai (Darrouy) - 1 Transformation (Albaladejo) - 1 Pénalité (Albaladejo) -                               |
| 17 octobre 1964  | Colombes    | Fidji            | V 21-3  | Test-match               | Jean Dedieu, Jean Gachassin, Jean Capdouze, Jean Piqué, Christian Darrouy ,(o) Pierre Albaladejo, (m) Jean-Claude Lasserre, Michel Crauste (cap) , André Herrero, Jean-Joseph Rupert, Benoît Dauga, Walter Spanghero, Arnaldo Gruarin, Jean-Michel Cabanier, Jean-Claude Berejnoï - 5 Essais (Capdouze -2-, Darrouy -2-, Rupert) - 3 Transformations (Dedieu) -                     |
| 29 novembre 1964 | Bucarest    | Roumanie         | V 6-9   | Test-match               | Jean Dedieu, Jean Gachassin, Jean Capdouze, Jean Piqué, Christian Darrouy, (o) Guy Camberabero, (m)Lilian Camberabero, Michel Crauste (cap), André Herrero, Michel Sitjar, Benoît Dauga, Walter Spanghero, Arnaldo Gruarin, Yves Menthillier, Jean-Claude Berejnoï - 2 Essais (Gachassin, G. Camberabero) - 1 Drop (G. Camberabero) -                                               |